# لاندری پاریس
لاندریِ پاریس (انگلیسی: Landry of Paris؛ مرگ حوالی سال ۶۶۱) قدیس مسیحی اهل فرانسه بود.
او ابتدا منشی ارشد دفتردار سلطنتی بود و در سال ۶۵۰ میلادی، به‌عنوان اسقف پاریس جانشین آدوبرتوس شد. در طول قحطی سال‌های ۶۵۰–۶۵۱، اسقف لندری تمام دارایی‌های شخصی خود و همچنین برخی از مبلمان و ظروف مقدس کلیسا را برای اطعام فقرا فروخت. وی نخستین بیمارستان این شهر را پایه‌گذاری کرد و آن را به کریستوفر قدیس تقدیم نمود. او به خاطر بنیان‌گذاری نخستین بیمارستان این شهر و تقدیم آن به کریستوفر قدیس شناخته می‌شود. 
وی و ۲۳ اسقف دیگر منشور کلوویس دوم را که در سال ۶۵۳ میلادی به کلیسای سن-دنی داده شد، تصویب و تصدیق کردند. روز بزرگداشت او در تقویم مسیحی، ۱۰ ژوئن است.